# 아니발 고도이
아니발 카시스 고도이 레무스(Anibal Casis Godoy Lemus, 1990년 2월 10일 ~ )는 파나마의 축구 선수로 현재 미국 메이저 리그 사커의 내슈빌 SC에서 수비형 미드필더로 활약하고 있으며 파나마 축구 국가대표팀의 주장이자 FIFA 센추리클럽에 가입되어 있는 9명의 파나마 선수 가운데 한명이다.

## 선수 경력

### 클럽
2007년 체포 FC(현재 해체)에서 데뷔한 후 2013-14 시즌까지 공식전 113경기 10골을 기록하며 2008년 전기 리그 4강 플레이오프, 2008년 후기 리그 4강 플레이오프 진출 등에 기여했고 2012년에는 아르헨티나 프리메라 디비시온의 CD 고도이크루스에서 잠시 임대 선수로 활동했지만 단 1경기도 출전하지 못했다.
그 후 2013-14 시즌 중반 헝가리 넴제테 버이녹샤그 I의 부다페스트 혼베드로 이적하여 2014-15 시즌까지 공식전 30경기를 소화한 뒤 2015년 8월 6일 미국 메이저 리그 사커의 샌호제이 어스퀘이크스로 이적한 후 2019 시즌까지 103경기 5골을 기록하며 2017 시즌 US 오픈컵 4강 진출을 이끌었다.
그리고 2019년 8월 7일 약 7억 6700만원의 이적료로 MLS 신생팀 내슈빌 SC의 유니폼으로 갈아입은 뒤 2020 시즌 MLS컵 8강 진출의 돌풍을 이끌었고 2023 시즌에는 공식전 32경기를 소화하며 팀의 창단 첫 리그스컵 준우승의 성과를 이끌어냈다.

### 국가대표팀
파나마 U-20 대표팀 소속으로 2007년 FIFA U-20 월드컵 본선에 참가했지만 팀은 1무 2패의 초라한 성적표를 받아들이며 조별리그에서 탈락했고 이후 2010년 3월 베네수엘라와의 친선 경기에서 파나마 성인대표팀 소속으로 국제 A매치 데뷔전을 치렀으며 2014년 11월 14일 엘살바도르와의 친선 경기에서 A매치 데뷔골을 신고했다.
이후 5번의 CONCACAF 골드컵 본선(2011, 2013, 2015, 2017, 2023)에 출전하여 2013년 대회와 2023년 대회 준우승, 2015년 대회 4강, 2017년 대회 8강 진출의 성과를 거두었고 자국에서 열린 2017년 코파 센트로아메리카나에서도 팀의 준우승을 주도했다.
그리고 이듬해에 열린 2018년 FIFA 월드컵 본선 3경기에 모두 출전했고 비록 잉글랜드, 벨기에, 튀니지를 상대로 국제 대회 경험과 실력차를 극복하지 못하고 3전 전패를 당하며 조별리그에서 탈락했지만 생애 첫 월드컵 본선 출전, 월드컵 첫 득점만으로도 파나마 선수단 전원과 파나마 국민들에게 매우 뜻 깊은 월드컵으로 남게 되었다.

## 수상

### 클럽
샌호제이 어스퀘이크스
- US 오픈컵 : 4강 (2017)

 내슈빌 SC
- 리그스컵 : 준우승 (2023)

### 국가대표팀
파나마
- CONCACAF 골드컵 : 준우승 (2013, 2023), 4강 (2015)
- 코파 센트로아메리카나 : 준우승 (2017)

## 같이 보기
- A매치 100경기 이상 출전한 축구 선수 명단